# La La Love You
La La Love You és un grup de música punk-pop compost per quatre membres de Parla: Roberto Amor (veu i guitarra), David Merino (veu i guitarra), Lydia Carre (baix i segones veus) i Óscar Hoyos (bateria).
Han gravat tres discos: Umm...que rico!, el seu primer disc publicat al 2008, La La Love You al 2013, on ha fet col·laboracions amb artistes coneguts com Tennessee, Suu o Arkano i on es troben algunes de les seves cançons més famoses com El Fin del Mundo o Más Colao que el Colacao. Al 2023 van treure el seu últim disc, Blockbuster.

## Història

### Inicis
El projecte va nàixer al 2007 quan tres dels membres del grup (Rafa, David i Roberto), eren companys de classe a l'institut i volien complir el seu somni de ser estrelles de rock. D'aquesta manera, Rafael es va convertir en el bateria i va néixer Malpighi, el nom que tenia la banda abans de l'actual. Aquest primer grup va començar fent cançons en anglès.
Poc després, el grup va llogar un local a Alcorcón. Van canviar les melodies de les cançons i van començar a cantar en castellà. Poc després, ja va néixer el que ara és La La Love You.
No era un grup de música gaire famós fins que Amaia Romero va dir a La Resistencia que actualment estava escoltant aquest grup de música. Va ser llavors quan la banda es va propulsar a la fama, ja que 7 cançons de la banda es van convertir en Top Viral a Spotify gràcies al suggeriment de l'exconcursant d'Operación Triunfo.

## Àlbums

### Umm...que rico! (28 de setembre de 2008)
- Sabesquetequiero
- Palomitas para Dos
- Tu Lista
- Cocodrilo
- Mariposas
- Mi Chica Sideral
- No es Punki-Pop
- Miriam Diaz Aroca
- Peter y Wendy
- Flash de Limon
- Un John Wayne por Ti
- Flik y Flak

### La la Love You (11 de desembre de 2020)
- Intro
- Más Colao Que el Colacao
- Irene
- Lo Siento, Nena
- Poco a Poco
- Pócima de Amor
- Late Late Late
- Laponia
- Super (Héroe)
- Es Inevitable
- Alucina Vecina
- El Momento Perfecto
- Dime por Qué
- Todo al Dos
- El Fin del Mundo
- Quédate Conmigo
- Ven Junto a Mi